# 宇文护
宇文護（513年—572年4月12日），小字薩保，代郡武川镇（今内蒙古自治区呼和浩特市武川县）人，西魏和北周權臣。鮮卑族，宇文泰长兄宇文颢的儿子，母阎姬。宇文護在西魏末年和北周前期權傾天下，位极人臣，在世时官至太師、大冢宰、都督中外诸军事、柱国大将军，爵至晉國公，掌握朝廷大权十六年。其人更是中国历史上有名的弑君者，执政期间下令杀死魏恭帝、周孝闵帝、周明帝三位皇帝和八柱国中的三位赵贵、独孤信、侯莫陈崇。

## 生平
宇文護曾經跟隨宇文泰與東魏交戰，屢立戰功。宇文泰以宇文护为都督，从破侯莫陈悦。后以迎西魏皇帝的功劳，封水池县伯。大统十三年（547年），进封中山公。十五年（549年），迁大将军，随于谨取江陵，俘梁元帝。后拜司空。
宇文泰在556年死後，因宇文泰的各個兒子年幼，遺命宇文護掌管國家大政。宇文護以宇文泰嗣子宇文覺幼弱為理由，乘宇文泰的權勢和影響尚存的時候，及早奪取政權，迫使西魏恭帝禪位於周。翌年，宇文护扶植宇文覺即位，尊宇文觉稱周天王，建立北周。宇文護成為大司馬，被封為晉國公。
後來，大將軍趙貴、獨孤信對宇文護不服。雖然宇文覺也不滿他專權，但未能成功誅殺宇文護，反而被先發制人。趙貴被殺，獨孤信被逼自殺。魏恭帝的弟弟拓跋宁、拓跋儒同日亦被害，当月恭帝及其长子拓跋初也遇害。宇文覺被宇文护廢黜王位，贬为略阳公并幽禁。不久宇文护再次弑君，杀害宇文覺。宇文覺死後，宇文護改立宇文泰的庶长子宇文毓。宇文毓天王二年正月乙未（558年2月4日），宇文护拜太師，宇文毓賜护輅車冕服。封其子至為崇業郡公。武成元年（559年），宇文护假意辞官，宇文毓准许了，宇文护遂起杀心。
武成二年（560年）四月，宇文护第三次弑君，宇文毓最终被宇文护毒死，口述遗诏以四弟鲁国公宇文邕继位。崔猷建议宇文护效法周公辅成王，立宇文毓长子宇文贤为帝，但宇文护认为宇文贤年幼，遵照遗诏拥立了宇文邕，是為周武帝。
周武帝宇文邕讓宇文護掌握軍政大權，假意不理政事，宇文護放鬆對武帝的戒心。宇文護的兒子生性貪婪，下屬則肆意放縱，亂政害民。北周保定五年（565年）十月，金州（今陝西省安康）刺史賀若敦因口出怨言，為宇文護所不容，逼令自殺。天和七年（572年）三月十四，宇文護從同州（今陕西大荔）回長安，武帝和宇文護一起去见太后，武帝说太后最近酗酒，希望宇文護能读《酒誥》给太后聽，請她戒酒。宇文護不知是計，向太后朗讀《酒誥》，讀到一半的時候，武帝猛然用玉珽打宇文護的後背，把他打倒，武帝忙令宦官何泉用刀砍杀宇文护，何泉惶懼，砍不能傷，這時躲在房內的武帝胞弟卫王宇文直，出來杀了宇文護，並將他梟首。宇文护诸子都被处死。

## 家庭

### 夫人
- 河南元氏，追尊魏景穆帝拓跋晃玄孙女，西魏开府仪同三司、安昌平王元子均之女，元孝矩妹妹[4][5]

### 子女
- 宇文训，晋世子，蒲州刺史[6]、中山公
- 宇文会，柱國、譚國公
- 宇文至，字乾附，大將軍，出继堂叔父宇文菩提，袭莒國公
- 宇文靜，崇業公
- 宇文深，昌城公
- 宇文嘉，正平公
- 宇文基
- 宇文光
- 宇文蔚
- 宇文祖
- 宇文乾威
- 新兴公主，嫁苏威[7]
- 宜城公主，嫁隋朝开府、泽州刺史、燕国公于顗[8][9][10]
- 宇文氏，嫁北周开府仪同三司、高阳郡开国公达奚果[11]
- 宇文氏，订婚北周济北郡公世子拓跋法力
- 富平公主，崔猷之女，宇文护养女，一说为魏恭帝拓跋廓养女

## 影視形象
| 飾演宇文护的演員 | 劇名                                           |
| 郑晓宁           | 《蘭陵王》2013年電視劇                         |
| 林韦辰           | 《蘭陵王妃》2016年電視劇                       |
| 徐正溪           | 《独孤天下》2018年電視劇                       |
| 蒋恺             | 《獨孤皇后》2019年電視劇                       |
| 徐正溪           | 《独孤天下》番外篇《刺杀宇文护》2020年网络电影 |

## 延伸阅读
[在维基数据编辑]
 《周書/卷11》，出自令狐德棻《周書》